# Лорн Белф
Лорн Балф (англ. Lorne Balfe; нар. 23 лютого 1976, Інвернесс, Шотландія) — шотландський композитор, який спеціалізується в написанні музики до кінофільмів і комп'ютерних ігор. 

## Життєпис
Народився Лорн Балф 23 лютого 1976 року в шотландському місті Інвернесс. Лорн Белф працює в компанії «Remote Control Productions» під керівництвом Ганса Ціммера, разом з яким написав музику до багатьох фільмів та ігор.

## Доробок
Композитор у фільмах
- 2025 «Місія нездійсненна 8» (англ. Mission: Impossible 8)
- 2024 «Арґайл» (англ. Argylle)
- 2023 «Місія нездійсненна 7» (англ. Mission: Impossible 7)
- 2023 «Підземелля драконів» (англ. Dungeons & Dragons: Honor Among Thieves)
- 2023 «Лютер: Сонце на спаді» (англ. Luther: The Fallen Sun)
- 2022 «Швидка допомога» (англ. Ambulance)
- 2021 «Тиха ніч» (англ. Silent Night)
- 2021 «Чорна вдова» (англ. Black Widow)
- 2020 «Співоча пташка» (англ. Songbird)
- 2020 «Погані хлопці назавжди» (англ. Bad Boys for Life)
- 2019 «Двійник» (англ. Gemini Man)
- 2018 «Категорія 5» (англ. The Hurricane Heist)
- 2017 «Геошторм» (англ. Geostorm)
- 2017 «Ракка» (англ. Rakka)
- 2017 «Черчілль[en]» (англ. Churchill)
- 2017 «Геній» (англ. Genius)
- 2017 «Привид у броні» (англ. Ghost in the Shell)
- 2016 «13 годин: Таємні воїни Бенгазі» (англ. 13 Hours: The Secret Soldiers of Benghazi)
- 2016 «Війна проти всіх» (англ. War on Everyone)
- 2016 «Син Божий» (англ. Son of God)
- 2015 «Термінатор: Генезис» (англ. Terminator: Genisys)
- 2014 «Остання людина на місяці» (англ. The Last Man on the Moon)
- 2013 «Мерзла земля» (англ. The Frozen Ground)
- 2012 «Летючий загін Скотланд-Ярду» (англ. The Sweeney)
- 2011 «Залізний лицар» (англ. Ironclad)
- 2011 «Шерлок Холмс: Гра тіней» (англ. Sherlock Holmes: A Game of Shadows)
- 2010 «Початок» (англ. «Inception»)
- 2009 «Ангели і демони» (англ. Angels & Demons)
- 2009 «Трансформери: Помста полеглих» (англ. Transformers: Revenge of the Fallen)
- 2009 «Шерлок Холмс» (англ. Sherlock Holmes)
- 2008 «Фрост проти Ніксона» (англ. Frost/Nixon)
- 2008 «Темний лицар» (англ. The Dark Knight)
- 2008 «Залізна людина» (англ. Iron Man)
- 2006 «Код да Вінчі» (англ. The Da Vinci Code)
- 2006 «Відпустка за обміном» (англ. Holiday)
- 2005 «Бетмен: Початок» (англ. Batman Begins)
- 2005 «Бладрейн» (англ. BloodRayne)
- 2005 «Готель «Руанда»» (англ. Hotel Rwanda)
- 2004 «Король Артур» (англ. King Arthur)
- 2003 «Повсталий з пекла 7: Армія мерців» (англ. Hellraiser: Deader)

Композитор у анімаційних фільмах
- 2022 «Ліга монстрів» (англ. Rumble)
- 2017 «Lego Фільм: Бетмен» (англ. The Lego Batman Movie)
- 2016 «Панда Кунг-Фу 3» (англ. Kung Fu Panda: Secrets of the Scroll)
- 2015 «Нарешті вдома» (англ. Home)
- 2014 «Пінгвіни Мадагаскару» (англ. Penguins of Madagascar)
- 2010 «Мегамозок» (англ. Megamind)
- 2008 «Мадагаскар 2: Втеча до Африки» (англ. Madagascar: Escape 2 Africa)
- 2007 «Бі Муві: Медова змова»[3] (англ. Bee Movie)

Композитор у комп'ютерних іграх
- 2018 «FIFA 19»
- 2016 «Skylanders: Imaginators[en]»
- 2015 «Skylanders: SuperChargers[en]»
- 2014 «Skylanders: Trap Team[en]»
- 2013 «Skylanders: Swap Force[en]»
- 2013 «Beyond: Two Souls»
- 2012 «Assassin's Creed III»
- 2012 «Skylanders: Giants[en]»
- 2011 «Assassin's Creed: Revelations»
- 2011 «Skylanders: Spyro's Adventure[en]»
- 2011 «Crysis 2»
- 2011 «Rango»
- 2009 «Call of Duty: Modern Warfare 2»